# Dialetto della Lunigiana
Il lunigianese o lunense è un dialetto della lingua emiliana parlato entro i confini della Lunigiana, sub-regione divisa amministrativamente tra la Toscana e la Liguria, tra le province di Massa-Carrara e La Spezia, anche se fisicamente e storicamente vi sono ricomprese anche terre attualmente in provincia di Lucca e di Parma.

## Il genus emiliano e le species sorelle
Questo dialetto appartiene alla grande famiglia della lingua emiliana, pur avendo tutte le caratteristiche delle lingue di confine, essendo la Lunigiana una terra da sempre compressa tra montagna e mare, attraversata da varie vie di comunicazione strategiche e da dominazioni variegate. Anche l'attuale ripartizione politica lunigianese è una sorta di sintesi del contagio e delle similitudini che il dialetto locale ha subito e goduto nel corso dei secoli, con i suoi toscanismi e genovesismi, legati però al ceppo principale emiliano che caratterizza da un punto di vista sintattico e sonoro questa parlata. Presumibilmente in epoca medievale dovette esistere un unico dialetto, con piccole variazioni locali, che si parlava in tutto il territorio della Lunigiana storica, i cui confini andavano ben oltre gli angusti limiti attuali. La Lunigiana storica includeva, oltre all'attuale Lunigiana, e tutta quella che oggi è la provincia di Massa-Carrara, anche quasi tutta la provincia della Spezia fino a Deiva e si spingeva a sud, incorporando gran parte della Garfagnana e la totalità della Versilia, fino a Massarosa. Al di là dei confini, che più che altrove sono indicativi di una vera differenza di tipo linguistico-culturale, il dialetto della Lunigiana appartiene alla stessa famiglia del dialetto spezzino (di tipo ligure), del dialetto carrarese (di tipo emiliano) e del dialetto massese (di tipo toscano) dai quali è unito dalla medesima costruzione sintattica della frase, da un gran numero di vocaboli comuni e da una vicinanza geografica ineluttabile che rende tali parlate tra loro sorelle. Anzi, si può ben sostenere che le quattro parlate siano delle sub-specie di un unico dialetto parlato o comunemente compreso da circa 300.000 autoctoni e da un numero altrettanto grande, ma non specificabile, di genti di Val di Magra, di Val di Vara e dintorni emigrate in molte regioni centro-settentrionali e all'estero, le quali hanno mantenuto e coltivato dei contatti persistenti con la terra d'origine (i cosiddetti barsàn). Ciò nonostante il fatto che a livello linguistico le tre parlate di cui si tratta vengano considerate come genus differenti, facendo spesso fatica a ottenerne un riconoscimento e uno studio unitario, è legata alla atavica frammentazione politica territoriale, mai ricondotta ad unità nei circa due secoli di domini successivi al Congresso di Vienna. La cosa certa è che uno stesso modo di costruire il periodo, di cadenzare le sillabe e di pronunciare i vocaboli fondamentali e accessori alla vita di tutti i giorni è comprensibile, con leggere variabili locali, da Lerici a Sarzana a Pontremoli, da Fivizzano a Follo, da Bolano a Minucciano, da Mulazzo a Calice al Cornoviglio, da Bastremoli a Guinadi, da Iera a Giovagallo, da Sassalbo a Parana, da Camporaghena a Ceparana, da Adelano a Fiumaretta e a Montemarcello. Anche a Massa, Montignoso, nell'alta Garfagnana e sulle pendici della media Garfagnana si parlano dialetti di chiaro stampo lunigianese solo lievemente toscanizzati, così come i dialetti della Val di Vara e della riviera fino a Bonassola, in origine di tipo "lunigiano", hanno subito una certa genovesizzazione, sempre più forte procedendo verso nord-ovest. In zona il lunigianese è indicato come dialetto ligure o toscano semplicemente perché è sempre stato detto così, per ancestrale memoria familiare e collettiva, oppure perché è il confine regionale a dettarlo. Si racconta di un contadino d'Alta Val Magra che, a inizio Novecento, di ritorno da La Spezia per la prima volta, si sentì chiedere da un compaesano: Alòra? Coma alé andà à La Speza? Ta s'è fàt capir? (Allora? Com'è andata a La Spezia? Ti sei fatto capire?) e l'altro An'go ‘ù ansùn problema. A pàrlan coma nò autri (Non ho avuto nessun problema. Parlano come noi).

## Ortografia
L'ortografia del dialetto della Lunigiana non è mai stata prodotta in maniera sistematica. Non esiste un vocabolario ufficiale delle parole lunigianesi. Esistono invece molte opere e scritti dialettali riportati da scrittori, poeti e cultori della parlata locale che nel corso dei secoli hanno riproposto un sistema di scrittura determinato.

## Fonologia e fonetica
Le caratteristiche del dialetto della Lunigiana si possono ricondurre alle seguenti:
- fenomeno di lenizione delle consonanti intervocaliche;
- palatizzazione dei gruppi sillabici in -GR, -DG, -TS, -DS, -CR, -GL, -CL;
- eliminazione delle vocali finali in moltissimi sostantivi.

## Morfologia e sintassi
La struttura della frase si caratterizza per: 
- utilizzo rafforzativo del pronome a inizio periodo (gliel'ho detto > mé aglò (d)it; non gliel'ho detto > mé a'n'glò (d)it) sia nella forma attiva che in quella passiva (da cui la nomea di dialetti del me e del mi);
- costruzione della frase negativa (non ho visto nessuno > a'n'ò vist ansùn);
- eliminazione delle consonanti doppie (villa > vila; zappare > zàpar; puzza > pùza);
- mantenimento della -a finale a identificare il femminile plurale (donne > dòna, dònia);
- presenza di tre coniugazioni verbali terminanti in –AR (usare > drovàr), -ER (potere > podér) ed –IR (capire > capìr);
- uso della forma progressiva (cfr. il francese être en train de) in luogo del gerundio (sto seminando > a sòn adré à sémnar; sta leggendo > ì è adré a lèzar);
- soppressione della –o finale del participio passato (potuto > podù; voluto > avsù; pianto > piànt);
- presenza dell'imperativo negativo (non (ci) andare! > an'estar andar'ghe!);
- utilizzo rafforzativo di mica (non correrai mica? > A'n tà métrè mia a corer; non c'è mica andato > i'n'ghé miga andà).

### Suoni fricativi e suoni occlusivi
Mentre in italiano sono classiche consonanti fricative le lettere f, v, s (sia sorda che sonora) e il gruppo sc, nel dialetto lunigianese sono fricativi i gruppi consonantici ts, ds e dt, pronunciati con più o meno forza a seconda dell'ubicazione geografica dei vari borghi.
Es.
| pipistrello > nòtsal (pron. nòzal con zeta sorda)       |
| lenzuolo > lantsòl (pron. lanzòl con zeta sorda)        |
| cicala > tsìkala (pron. zìkala con zeta sorda)          |
| scemo > tsém (pron. zém con zeta sorda o sém)           |
| zoccolo > tsòkal (pron. zòkal con zeta sorda)           |
| cucina > kutsìna (pron. kuzìna con zeta sorda)          |
| nocciola > nitsòla (pron. nizòla con z sorda)           |
| lucciola > nìtsla (pron. nìżla con zeta sonora)         |
| fuliggine > folìdsna (pron. folìzna con zeta sorda)     |
| chiodo > dtiòd (pron. čtiòd con c sorda)                |
| tetto > tédt (pron. tečt con c sorda)                   |
| bicchiere > bidtiér (pron. bičtièr con c stretta)       |
| fiammifero > sofarnel (pron. sofarnel con la s stretta) |
| sbadigliare > sbadatdiar (pron. sbadatiar)              |

In italiano le consonanti occlusive sono la -p, la -b, la -t, la -d, la -k e la -g gutturale. Le stesse si presentano sostanzialmente anche nel dialetto di Lunigiana con l'aggiunta del gruppo dg.
Es.
| caraffa > bròka                                                      |
| camera > kàmera                                                      |
| notaio > nodàr                                                       |
| coltello > kòltel                                                    |
| letame > aldàm                                                       |
| mercato > markà                                                      |
| famiglia > famìdgia (pron. famìgia con g sonora e stretta o famìdia) |
| moglie > modgera (pron. mogéra con g sonora e stretta o modiéra)     |
| formaggio > formàdg (pron. formàg con g sonora)                      |
| nocciolo del frutto > garùdg (pron. garùg con g sonora)              |

### Dittonghi e iati
A seconda del borgo in cui si vive o ci si sposta è possibile incontrare una diversa traduzione di parole contenenti vocali.
Gli iati corrispondono alle parole più antiche in cui il suono delle singole vocali è ancora distinto a fronte di parole più moderne la cui pronuncia vocalica diventa unica.
I suoni più vetusti si possono riscontrare nel pontremolese e nei paesi d'alta valle dell'Alta e Media Lunigiana, soprattutto ad opera delle persone più anziane.
Es.
| caldo > kàud > kàld     |
| corvo > kròu > kòrv     |
| lepre > léuvra > lévra  |
| lupo > lòu > lov        |
| aprile > auvrìl > avrìl |

## Sistema vocalico

### La vocale a nella morfologia flessiva
Le vocali del dialetto della Lunigiana sono le stesse presenti in italiano, con alcune particolarità.
La lettera a corrisponde allo stesso suono vocalico dell'ortografia italiana. Nella medio-alta Lunigiana (comuni di Villafranca, Mulazzo, Bagnone) identifica sotto forma di suffisso il genere femminile (in modo analogo all'italiano, per quanto l'utilizzo sia esteso ai sostantivi uscenti in -e, -i); il femminile plurale è reso con la desinenza -ia.
Es.:
| palo > pàl                                           |
| maglia > madgia (pron. màgia con g sonora e stretta) |
| bella > bèla                                         |
| belle > bèla, bèlia                                  |
| forte (inv.) > fòrt (m.), fòrta (f.)                 |
| venire > agnìr                                       |
| porcile > stabiòl                                    |
| terrazzamento > sìdia                                |
| ragazza > fiòla                                      |
| ragazze > fiòla, fiòlia                              |
| amica > amìga                                        |
| amiche > amìga, amìghia                              |
| piccola > cìca                                       |
| piccole > cìca, cìčia                                |
| finestra > fnéstra                                   |
| finestre > fnéstra, fnéstria                         |

### La vocale i nella morfologia flessiva
La vocale i corrisponde anch'essa allo stesso suono vocalico dell'ortografia italiana, ed è utilizzata ugualmente per formare il plurale dei termini maschili.
Es.:
| cielo > cièl                                  |
| cieli > cièi                                  |
| occhio > òč                                   |
| occhi > òci                                   |
| secchiello > skiél                            |
| secchielli > skiéi                            |
| pisello > absél                               |
| piselli > abséi                               |
| tavolino > taulìn                             |
| tavolini > taulìni                            |
| cerro > cér                                   |
| cerri > cèri                                  |
| zoccolo > tsòkal (pron. zòkal con la z sorda) |
| zoccoli > tsòkli                              |
| fucile > fusìl (pron. fuzìl con la z sorda)   |
| essiccatoio > gradìl                          |

### La vocale e
La lettera e può assumere una pronuncia medioalta [e] oppure mediobassa [ɛ].
È medioalta quando la e è finale di sillaba o preceduta da consonante:
Es.:
| vetro > védar        |
| zecca > zékla        |
| panettiere > panetér |
| dovere > dovér       |
| medicare > medgàr    |
| pecora > pègra       |

È invece mediobassa quando si trova nella medesima sillaba e tra due consonanti.
Es.
| petto > pèt                       |
| testa > tèsta                     |
| coperchio > kuèrts (pron. cuérct) |
| coltello > kortèl                 |
| sapere > savèr                    |
| avere > avèr                      |

### La vocale o
La vocale o può assumere una pronuncia mediobassa [ɔ] oppure medioalta [o].
La pronuncia è mediobassa quando la o è seguita da una consonante nella stessa sillaba o se si trova a inizio parola.
Es. 
| malocchio > malòtc (pron. malòkt) |
| malloppo > malòk                  |
| scalmanato > skinkòn              |
| ortica > ortìga                   |

La pronuncia medioalta si verifica quando la o è posizionata al termine della sillaba ed è preceduta da una consonante.
Es. 
| polvere > pòura      |
| povero > pòar        |
| poveri > pòuri       |
| raffreddore > fardòr |
| paiolo > paròl       |

### La vocale u
La vocale u ha la medesima pronuncia propria dell'italiano.
Questa vocale ha una caratterizzazione peculiare a livello verbale. Difatti nelle terze persone dell'indicativo imperfetto e nei participi passati, la u è una presenza tipica del dialetto lunigianese.
Es.
| egli veniva > lù agnìu   |
| egli capiva > lù capìu   |
| egli parlava > lù parleu |
| egli sapeva > lù asèu    |
| saputo > savù o saù      |
| venuto > gnù             |
| detto > dìt o dìtu o ìt  |
| andato > andà o andàtu   |

## Plurale
Come detto il plurale si forma in due maniere principali:
- in presenza di parole maschili singolari, aggiungendo la desinenza –i;
- in presenza di parole femminili singolari, aggiungendo la desinenza –ia.
Es. 
| gatto > gàt > gati              |
| farfalla > burbàtla > burbàtlia |
| sedia > karèa > karèia          |

Vi sono poi tutta una serie di eccezioni e regole speciali di formazione del plurale.
Tutte le parole che terminano in –s, -v, -r, -t, -d al singolare maschile, formano il plurale aggiungendo semplicemente la i.
Es.
| osso > òss                            |
| ossi > òsi (pron. osi con la s sorda) |

Tutte le parole femminili singolari che terminano in –ia, sono invariabili al plurale.
Es. 
| foglia > la fòdgia (pron. fòdia o fodgia con la g sonora e stretta) |
| foglie > la fòdgià                                                  |

Tutte le parole che terminano con suoni nasali, rimangono invariabili al plurale.
Es.
| piastrone > al piagnòn |
| piastroni > i piagnòn  |
| cardine > al pitòn     |
| cardini > i pitòn      |

## Esempi

### Villafranca
Al crou i'eu rubà da 'na fnestra 'n toc ad'formadj; asdà an zima a'na pianta, i'er lì p'r mandjarsal, quand'na gorpa la l'ha vist; l'agheu propri fama.

### Carrara
'l corv i avev robat da 'na fnèstra 'n toc d' formai; as'tat 'n t' la zima d' 'n albr, i er lì lì p'r magnars'l, ma po' la golpa i l'ha vist, al avev propi fama.

### Massa
L corv(o) ghjeve arobbat(o) 'n tocco de formaggio/cagio da 'na fnestra. Accovacciat(o) 'nt la c/gima d'una pianta i-ghjier lì lì per magnarselo, ma po' la golpa i l'ha vist(o), al eve propri fama.

### Modenese
Na curnàçia négra l'ìva purtèe via da óna fnèstra un pcòun ed furmàj; pugèda inséma a óna piànta, l'éra pròunta per magnèrsel, quànd la vólpa la-l'ha vésta; la gh'ìva 'na fàm òrba.
Da ultimo è riportato il modenese, ossia il dialetto emiliano reputato maggiormente affine ai dialetti della provincia di Massa-Carrara, ed è evidente la notevole distanza, seppur all'interno delle parlate gallo-italiche, del modenese, rispetto alle parlate dell'area apuana, le quali invece presentano forti affinità al loro interno, nonostante certe diversità (soprattutto a livello d'accento).

## Gli articoli determinativi
Gli articoli determinativi del dialetto della Lunigiana sono:
- al maschile singolare al invariabile;
- al maschile plurale l' (davanti a vocale) invariabile;
- al maschile plurale i;
- al femminile singolare e plurale la invariabile.

Ecco alcuni esempi:
| Il babbo = al babo           |
| Il pipistrello = al nòsal    |
| la lucertola = la lèsna      |
| il singhiozzo = al cascentìn |
| la tavola = la tàula         |
| lo zucchero = al sùcar       |
| lo zio = al tsìo             |
| gli uccelli = i uséi         |
| gli amici = i amìsi          |
| le pecore = la pègria        |
| le montagne = la montània    |

## Gli articoli indeterminativi
Gli articoli indeterminativi hanno invece una traduzione:
- al maschile singolare con an invariabile;
- al femminile singolare na o n' (davanti a vocale) invariabili.

Es.
| un fiume = an fiùm   |
| un ponte = an pònt   |
| uno zio = an tsio    |
| uno scemo = an tsém  |
| un'amica = n'amìga   |
| una colla = na còla; |

## Partitivo e genitivo
I gruppi del, dello, della, si traducono con un solo termine al maschile e al femminile, come segue:
| del, dello = di |
| della = dlà     |

Es.
| Sua madre ha preso dei piatti per la casa = sò mà à pià di piati par la cà               |
| Dei tuoi problemi non si è interessato nessuno = di tò problemi a 'n s'è anteresà ansùn  |
| La camicia della macellaia era molto vecchia = la camìsa dlà masléra a l'èra tant vedtia |

## Preposizioni semplici
Le preposizioni dell'italiano si traducono nel modo che segue:
| di = ad (es. un litro di vino > an lìtar ad vìn)                                      |
| a = a (es. è andato a scuola > alé andà à la scòla)                                   |
| da = da (es. lo trovi da suo nipote > tal troa da sò nuòd)                            |
| in = an (es. tua moglie è in chiesa > tò modgera alé an diesa)                        |
| con = con (es. ha mangiato con i suoi > alà mandgia con i sò)                         |
| su = soar (es. prendila sulla testa > pìala soar à la tésta)                          |
| per = par (es. per tutti era solo una ragazzina > par tuti al'era sòl na fioléta)     |
| tra = tra (es. era tra suo fratello e sua sorella > al'éra tra sò fradel e sò sorela) |
| fra = tra                                                                             |

## Aggettivi possessivi
Gli aggettivi possessivi sono molto più numerosi che in italiano a causa della particolare costruzione che la frase dialettale può assumere.
| Mio, mia = prima del sostantivo al mé; la mé                                                           |
| Tuo, tua = al tò, la tò oppure toga                                                                    |
| Suo, sua = al so, la so oppure soga                                                                    |
| Nostro, nostra = prima del sostantivo al nostar, la nostria oppure dopo il sostantivo nostri o nostria |
| Vostra, vostra = la vostra, la vostria oppure dopo il sostantivo vostri o vostria                      |
| Loro = so oppure lor sia prima che dopo i sostantivi                                                   |

La sola parola casa si può accompagnare di possessivi molto atipici quali mega, toga, soga a indicare uno stretto possesso, sentito e peculiare, non attribuibile ad alcun'altra cosa o animale.
Es.
| Casa sua è sempre la più bella = Cà soga a l'è sempar la pù bela oppure La sò cà alé sempar la pù bela |
| Il mio asino non si muove mai = Al mé asan a 'n sa moa mai (l'altra strutturazione non si usa)         |

## Pronomi personali
| Io > Mé             |
| Tu > Tè             |
| Egli, Ella > Lù, Lé |
| Noi > Nò            |
| Voi > Vò            |
| Essi, Esse > Lor    |

## Verbi e tempi verbali
Modo infinito.
| infinito presente > avere > avér        |
| infinito passato > avere avuto > avér'ù |

Nel modo indicativo, il dialetto lunense presenta sei degli otto tempi propri della lingua italiana. Mancano all'appello il passato remoto e il trapassato remoto.
Prendendo come base il verbo avere, sono delineabili:
| presente > io ho > mé agò                         |
| imperfetto > io avevo > mé aghèu                  |
| passato remoto > io ebbi > inesistente            |
| futuro semplice > io avrò > mé agarò              |
| passato prossimo > io ho avuto > mé agò‘ù         |
| trapassato prossimo > io avevo avuto > mé aghèu'u |
| trapassato remoto > io ebbi avuto > inesistente   |
| futuro anteriore > io avrò avuto > mé agarò'ù     |

Il modo condizionale si caratterizza al:
| presente > io avrei > mé agavrés        |
| passato > io avrei avuto > mé agavrés'ù |

Il modo gerundio sia al presente (avendo) che al passato (avendo avuto) esiste in forme analoghe all'italiano. Il dialetto lunense tende ad utilizzare altre strutture sintattiche.
Es. 
| avendo un bambino ancora a scuola, sono andato a prenderlo = aghèu an fiòl ankòra à la scola e son andà a piàrlo |
| cosa stai leggendo? = cosa stét à lègiar? oppure cosa't'sé à dré à lègiar?                                       |

Il modo congiuntivo, proprio di un uso più forbito della lingua dialettale, esiste ed è molto più utilizzato che non in italiano.
| presente > che io abbia > kè mé agàbia            |
| imperfetto > che io avessi > kè mé agavés         |
| passato > che io abbia avuto > kè mé agàbia'ù     |
| trapassato > che io avessi avuto > kè mé agavés'ù |

## I mesi in dialetto
| gennaio > genàio o znar                  |
| febbraio > febràio o farvar              |
| marzo > màrz                             |
| aprile > auvrìl o avrìl                  |
| maggio > màg o maz                       |
| giugno > giùgn o zugn                    |
| luglio > lùdg o lui                      |
| agosto > agòst                           |
| settembre > stémbra o stémbar            |
| ottobre > otòbar od otoar                |
| novembre > novémbra o novémbar           |
| dicembre > dicémbra o dicémbar o dzembar |

## I giorni della settimana in dialetto
| lunedì > lunadì      |
| martedì > martadì    |
| mercoledì > mercaldì |
| giovedì > gioedì     |
| venerdì > venardì    |
| sabato > sabdo       |
| domenica > dmenga    |

## Numeri in dialetto
| 1 Un     | 11 Undas     | 30 Trénta           |
| 2 Doi    | 12 Dòdas     | 40 Quarànta         |
| 3 Tré    | 13 Trédas    | 50 Sinquànta        |
| 4 Quàtar | 14 Quatòrdas | 100 Cent            |
| 5 Cìnq   | 15 Quìndas   | 200 Dosént          |
| 6 Sé     | 16 Sédas     | 500 Cincent         |
| 7 Sét    | 17 Dassét    | 1000 Mila           |
| 8 Ot     | 18 Dasdòt    | 2000 Domila         |
| 9 Nòu    | 19 Dasnòu    | 10.000 Dèsmila      |
| 10 Desi  | 20 Vinti     | 1.000.000 An miliòn |

## Frasi idiomatiche
Come in tutti i dialetti, sono varie le espressioni idiomatiche che si riferiscono ad aspetti concreti del vissuto quotidiano difficilmente trasponibili in altre realtà.
Ecco alcuni esempi:
| avere i brividi > avergo i bufardici                                                            |
| essere agitato/avere furia > èsar an furaia                                                     |
| rompere tutto > stribiàr tut                                                                    |
| essere sciatto o estensivamente fare brutta figura > far al mandàn                              |
| tenere la porta socchiusa o non chiusa correttamente > agnir la porta d'badachiòn               |
| mettere a posto > comdàr                                                                        |
| sentire l'arrivo del vento della montagna che porta brutto tempo > asentir al bruìn             |
| avere il nervoso/essere nervoso > avergo i fumi                                                 |
| stare ad origliare > astàr da'n'orchìda                                                         |
| essere un mentecatto > èsar a poar orchiòn o èsar an barigòn                                    |
| attendere qualcuno che non arriverà o che arriverà con grave ritardo > aspetàr al tren di pouri |
| maleducato, detto sia con tono di rimprovero che simpaticamente > brut sporcòn                  |
| Signore, vieni a prenderci (detto con tono ironico e di disapprovazione) > buta giù na corda    |
| accidenti a voi! > sacra mescoli!                                                               |
| essere vecchio decrepito > èsar an diublòn                                                      |
| essere cocciuto/testardo > èsar an pitzòn                                                       |

Esistono poi espressioni legate alla cultura contadina e all'economia del territorio della Lunigiana quali per esempio i selvi (i funghi porcini), i zuvanei (i "giovannini" sono i vermetti delle castagne), il gavaròn (il vespone, termine usato per definire uno scapolo non più giovanissimo che è solito "ronzare" intorno alle donne), il guzzin (un ragazzo), la guzarna (Clematis vitalba) ed evidentemente la lumaca che ne mangia le foglie sarà la limaca guzarna, o i bochi (le cime dei virgulti delle more che, tolta la parte esterna, si possono cucinare) . 

## Poesie in dialetto
Alcuni componimenti poetici sono opera del Col. Primo Tomellini (1899-1993) di Villafranca in Lunigiana, quale il frammento qui di seguito, dedicato a sua sorella Carmela Tomellini: 
O Carmela, tnarcorda
quando ragazi, fnì la scola,
a snandeva cun la nona
a ruspar n Zervarola?
Dop aver sot ai castagni,
zira n zà e zira n là, con taschel a ras, a ras,
arturnevn strachi a cà.
Spes andevn su da Pian
arcurgir l furmentòn,
alla sera a scartuzevn
e arcuntevn la canzòn...